# Allium huber-morathii
Allium huber-morathii là một loài thực vật có hoa trong họ Amaryllidaceae. Loài này được Kollmann, Özhatay & Koyuncu mô tả khoa học đầu tiên năm 1983.